# Marian Urdabajewa
Marian Dawletowna Urdabajewa (ros. Мариан Давлетовна Урдабаева; ur. 3 kwietnia 1988) – kazachska judoczka. Olimpijka z Rio de Janeiro 2016, gdzie zajęła siedemnaste miejsce wadze półśredniej.
Uczestniczka mistrzostw świata w 2009, 2010, 2011, 2015 i 2017. Startowała w Pucharze Świata w latach 2009-2015. Brązowa medalistka igrzysk azjatyckich w 2014 i piąta w 2010. Mistrzyni Azji w 2016 i trzecia w 2007 i 2015 roku.

## Letnie Igrzyska Olimpijskie 2016
| Konkurencja | Eliminacje          | Klas. końcowa |
| Konkurencja | Przeciwnik I        | Miejsce       |
| ----------- | ------------------- | ------------- |
| 63 kg       | Yang Junxia (CHN) P | 17.           |